# Óscar Míguez
Óscar Omar Miguez Antón (5. december 1927 – 19. august 2006) var en uruguayansk fodboldspiller, der med Uruguays landshold vandt guld ved VM i 1950 i Brasilien. Han spillede alle uruguayanernes fire kampe i turneringen og scorede fem mål undervejs mod titlen. I alt opnåede han 39 landskampe, hvori han scorede 27 mål. Han deltog også ved VM i 1954 i Schweiz, og var med til at vinde Copa América i 1956.
Míguez spillede på klubplan primært for CA Peñarol i hjemlandet.